# Dieburg
Dieburg és una població de Hessen, Alemanya. Antigament era la seu del districte de Dieburg, però actualment forma part del districte de Darmstadt-Dieburg.
Té els seus orígens en un nucli romà anomenat Ciutat dels Auderiencs o Audèria. El nom actual del poble ve dels ètims de l'alt alemany mitjà diot (gent) i burg (castell).

## Monuments i llocs d'interès
La ciutat es troba al Circuit alemany de l'entramat de fusta per causa del seu patrimoni ric d'edificis amb entramat de fusta.

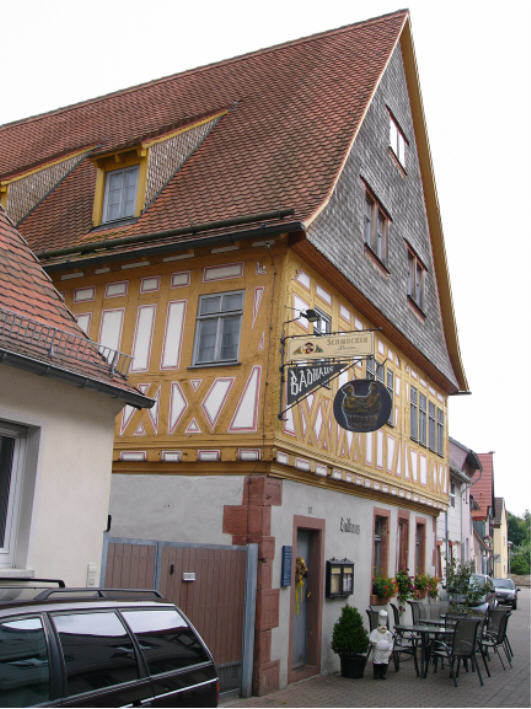
Bany medieval amb sobreestructura amb entramat de fusta